# HD 16399
HD 16399，又名BD+07 405，SAO 110653、HR 770，是一颗恒星，视星等为6.39，位于銀經163.28，銀緯-46.66，其B1900.0坐标为赤經2h 32m 41.8s，赤緯+7° -46.66′ 45″。